# Brahma Kumaris Spirituele Academie
De Brahma Kumaris Spirituele Academie (BKSA) (Hindi: Prajapita Brahma Kumaris Ishwariya Vishwa Vidyalaya). Het is een nieuwe religieuze beweging van indiase oorsprong. De internationale beweging wordt hoofdzakelijk door vrouwen geleid en is opgericht in 1937 in het toenmalige Brits-Indië. De BKWSU wordt sinds 1980 officieel erkend als niet-gouvernementele organisatie (NGO) erkend door de Verenigde Naties - departement van Publieke Informatie. In 1983 kreeg ze een adviserende status bij de VN, via de Economische en Sociale Raad (ECOSOC). De impact is hierbij echter gering, gezien ze geen spreekrecht genieten en evenmin punten op de agenda kunnen plaatsen. In 1998 werd de BKWSU een algemene raadgevende status toegekend. Verder heeft de beweging een adviserende status bij UNICEF. De BKWSU is een netwerk van organisaties in meer dan 100 landen met 8500 studie- en meditatiecentra die principieel kosteloos verschillende educatieve programma's aanbieden die gebaseerd zijn op morele en spirituele principes en waarden. In alle centra van de Brahma Kumaris wordt er elke derde zondag van de maand het Wereld Meditatie Uur voor vrede gehouden.

## Doelstelling
Naar eigen zeggen erkent de BKSA de innerlijke spiritualiteit en goedheid van ieder menselijk wezen en helpen ze mensen deze goedheid in zichzelf te herontdekken. Tevens claimt de BKSA de ontwikkeling van spiritueel begrip en bewustzijn van het individu te stimuleren en te ondersteunen en claimen ze zich in te zetten om dit te helpen vormgeven in houding, gedrag, waarde en vaardigheden in het persoonlijke, sociale en maatschappelijke leven.

## Leer en principes
De beweging heeft z'n basis in de Hindu cultuur, maar onderscheidt zich van het hindoeïsme en kent sterke invloeden uit de Westerse en psychologische sfeer.
De studenten van de BKSA beoefenen Raja-yogameditatie.
Deze vorm van meditatie maakt geen gebruik van lichaamshoudingen of oefeningen die geassocieerd worden met hatha-yoga, noch worden er mantra's gezongen en ook geen voorwerpen gebruikt. De Raja-yogameditatie die Brahma Kumaris onderwijst, is niet gebaseerd op de raja-yoga zoals Patanjali, de schrijver van de Yoga-soetra's, die rond de tweede eeuw voor Christus op schrift stelde.
Door middel van Raja-yogameditatie zou men erin slagen "contact te leggen met je eigen oorspronkelijke natuur van vrede, liefde en innerlijke kracht om vervolgens een connectie te maken met de bron van zuivere energie, de Hoogste Ziel, via Brahma Baba" .
De volledige theorie van Raja-yogameditatie bestaat uit begrippen als: ziel, god, reïncarnatie, karma, spirituele dimensies van bewustzijn, de eeuwige kringloop van tijd, de levensboom van de verschillende religies, spirituele krachten en waarden in de praktijk. De beoefening van Raja-yogameditatie omvat concentratie, innerlijke stilte en de opbouw van een ervaring van vrede.
Het gedachtegoed van Brahma Kumaris kan gezien worden als een hedendaagse interpretatie van de Bhagavad Gita. Dit heilige boek doet verslag van de strijd tussen goed en kwaad. De mens, met een persoonlijke god aan zijn zijde, krijgt stapsgewijs inzicht in de reden van zijn bestaan, de zin van het leven, en zal uiteindelijk zijn kleine ik overwinnen en tot volledige zelfrealisatie oftewel verlichting komen.
De Brahma Kumaris (letterlijk: "dochters van Brahma") concentreren zich op wat zij de vier belangrijkste principes van het leven noemen: studie, meditatie, oefening en dienstbaarheid, en ze pleiten voor een vegetarisch dieet, een celibatair leven en onthouding van alcohol, drugs en tabak.
De praktische leefregels van de Brahma Kumaris zijn: Kies voor een geweldloze levensstijl. Eet vegetarisch en kook in vrede en met liefde. Gebruik geen ingrediënten die een te krachtig effect hebben op lichaam en geest, zoals knoflook en uien. Vermijd alcohol, drugs en tabak. Zorg goed voor je lichaam en gezondheid. Mediteer dagelijks. Laat je niet inkleuren door het gezelschap van mensen die een negatieve invloed uitoefenen door kwaadsprekerij en neerbuigende kritiek en neem daar ook afstand van. Kies voor het celibaat om zo in relatie te staan met Brahma Baba.
Sommige Raja Yogi's kiezen voor een ascetische levensstijl. Witte kleding wordt dan gedragen als symbool voor zuiverheid.

## Geschiedenis
De beweging werd gesticht in de jaren dertig van de 20e eeuw door, Lekhraj Kripalani, een Sindhi diamantair die op 60-jarige leeftijd een serie visioenen kreeg over de transformatie van de wereld. Hij zag de afbraak en vernietiging van de huidige wereld en het ontstaan van een paradijselijke wereld. Middels een verschijning van de Hindoeïstische god Vishnoe werd hem duidelijk gemaakt dat de mens een oorspronkelijke, goddelijke natuur heeft. Zijn visionaire ervaringen duurden enkele maanden voort en openbaarden uiteindelijk het mysterie van God.
Na deze ingrijpende ervaringen besloot Lekhraj zijn wereldse zaken op te doeken en zich geheel te wijden aan de spirituele dimensie van het leven. Hij begon met het geven van satsangs, bijeenkomsten waarop religieuze inzichten worden gedeeld. Door een groeiende belangstelling voor deze samenkomsten kwam er behoefte aan een structuur op het gebied van administratie en financiën en het vormgeven van de spirituele informatie die werd doorgegeven.
In oktober 1937 werd de BKWSU opgericht, een onderwijsinstituut waarvan Lekhraj (die inmiddels Brahma Baba heette) de leiding in handen van een groep jonge vrouwen legde. Deze negen vrouwen vormden het bestuur van het instituut en kregen het beheer over zijn miljoenenvermogen.
Er kwam vanuit de hoek van de gevestigde Sindhgemeenschap veel kritiek op het reilen en zeilen van het instituut en met name het feit dat vrouwen op alle gebieden leidende posities kregen, leidde tot grote weerstand van familieleden met zelfs een poging tot moord op Brahma Baba. De beweging werd uiteindelijk gedwongen om Hyderābād (Sindh) te verlaten en zich terug te trekken in Karachi, waar de groep veertien jaar lang in stille afzondering de spirituele inzichten uitwerkten en in de praktijk beoefenden. In vijf bungalows werd naast regulier ook spiritueel onderwijs in universele principes en waarden gegeven.
In augustus 1949, na de scheiding tussen India en Pakistan, emigreerden vele Hindoefamilies vanuit het nieuw gecreëerde, voornamelijk moslim georiënteerde Pakistan naar India. Onder druk van verontruste familieleden vertrokken Brahma Baba en de 400-tallige spirituele gemeenschap in 1950 per stoomboot vanuit Karachi naar Okha in India. Met de trein bereikten ze de pelgrimsplaats Mount Abu in de deelstaat Rajasthan, waar het huidige spirituele hoofdkwartier van de organisatie nog steeds is gevestigd. Andere centra werden geopend in Delhi, Kanpur en vele andere steden in India, meestal op uitnodiging van geïnteresseerden.
In 1954 kwam er een uitnodiging uit Japan voor deelname aan een religieuze conferentie en werden tevens Hongkong, Singapore, Maleisië en andere landen bezocht.
Begin jaren zeventig werd er een vestiging in Londen geopend en begon de internationalisering van de organisatie. Eind 2008 is de organisatie uitgegroeid tot ruim 108 landen met 8.500 afdelingen. Wereldwijd zouden er nu 865.000 studenten zijn die dagelijks studeren en mediteren; in Nederland zou het gaan om ruim 200 vaste studenten bij 12 afdelingen.

## Morele en spirituele waarden
De Brahma Kumaris geeft, charitatief, verschillende cursussen en studiethemadagen op het gebied van diens Raja-yogameditatie, positief denken en stressmanagement. De lessen zijn gericht op morele en spirituele waarden, een beter begrip van de krachten en kwaliteiten van elk individu en de ontwikkeling van persoonlijke integriteit. Een van de basisopvattingen van de Brahma Kumaris is dat men door zelf een "beter" mens te worden, de wereld in positieve zin kan veranderen. Vanuit dit standpunt richt de beweging zich ook op andere vlakken, als onderwijs, gezondheid, gevangenis, jeugd en ander gemeenschapwerk. Een voorbeeld hiervan is de LVEP (Living Values: an Educational Program). Dit is een onderwijsprogramma over waarden dat erop gericht is kinderen en jonge volwassenen twaalf specifieke waarden te laten onderzoeken en te ontwikkelen. Deze waarden zijn:
- samenwerking
- vrijheid
- geluk
- eerlijkheid
- nederigheid
- liefde
- vrede
- eerbied
- verantwoordelijkheid
- eenvoud
- tolerantie
- eenheid

## Brahma Kumaris Nederland
De stichting Brahma Kumaris Spirituele Academie, staat sinds 1984 ingeschreven bij de Kamer van Koophandel te Amsterdam (nr. S 204.033) als een non-profitorganisatie. In Nederland zijn er studie- en meditatiecentra in Alkmaar, Almere, Amsterdam, Den Haag, Eindhoven, Groningen, Hilversum, Middelburg, Nijmegen, Rotterdam, Utrecht en Zwolle.
De BKSA centra functioneren zelfstandig en worden op vrijwillige basis gefinancierd door de docenten en studenten die in de plaatselijke gemeenten wonen en werken. Alle docenten aan de BKSA zijn vrijwilligers die zich, naast hun maatschappelijke bezigheden, onbetaald inzetten voor het geven van spiritueel onderwijs en het organiseren van diverse activiteiten.

## Kritiek
Rond de beweging bestaan enige controverse, vanwege cultus- en sekte-achtige trekken. Dr. John Wallis schreef een kritisch artikel over de beweging, waarbij hij zich richtte op de werving van nieuwe leden, het celibaat, de herinterpretatie van religieuze geschiedenis en beweringen dat de beweging referenties herschreef.